# Erythrolamprus mertensi
Erythrolamprus mertensi là một loài rắn trong họ Rắn nước. Loài này được Roze mô tả khoa học đầu tiên năm 1964.